# Reality (album de David Bowie)
Pour les articles homonymes, voir Reality.
Albums de David Bowie
Heathen
(2002) The Next Day
(2013)
Singles
1. New Killer Star
Sortie : 29 septembre 2003
2. Never Get Old
Sortie : février 2004

Reality est le 23e album studio de David Bowie, sorti le 16 septembre 2003.

## Historique
Pablo Picasso est une reprise d'une chanson des Modern Lovers parue sur leur unique album de 1976 et Try Some, Buy Some est une reprise d'une chanson de George Harrison écrite en 1971 pour Ronnie Spector et interprétée par lui-même deux ans plus tard sur l'album Living in the Material World.
Never Get Old a été utilisé pour une publicité Vittel où David Bowie apparaît entouré des différents avatars de sa carrière (Ziggy Stardust, Aladdin Sane, Halloween Jack, The Thin White Duke, Pierrot...).

## Titres

### Album original
Toutes les chansons sont écrites et composées par David Bowie, sauf mention contraire.
| No  | Titre                    | Auteur           | Durée |
| --- | ------------------------ | ---------------- | ----- |
| 1.  | New Killer Star          |                  | 4:40  |
| 2.  | Pablo Picasso            | Jonathan Richman | 4:06  |
| 3.  | Never Get Old            |                  | 4:25  |
| 4.  | The Loneliest Guy        |                  | 4:11  |
| 5.  | Looking for Water        |                  | 3:28  |
| 6.  | She'll Drive the Big Car |                  | 4:35  |
| 7.  | Days                     |                  | 3:19  |
| 8.  | Fall Dog Bombs the Moon  |                  | 4:04  |
| 9.  | Try Some, Buy Some       | George Harrison  | 4:24  |
| 10. | Reality                  |                  | 4:23  |
| 11. | Bring Me the Disco King  |                  | 7:45  |

### Éditions spéciales
L'édition japonaise de Reality inclut un titre bonus.
| 12. | Waterloo Sunset | Ray Davies | 3:28 |

L'édition limitée originale de Reality comprend un deuxième CD de trois titres.
| 1. | Fly | 4:10 |
| 2. | Queen of All the Tarts (Overture)                                                                             | 2:53 |
| 3. | Rebel Rebel (version de 2003 apparue dans la bande originale de Charlie's Angels : Les Anges se déchaînent !) | 3:10 |

En novembre 2003 paraît une édition spéciale afin de promouvoir la tournée A Reality Tour. Elle se compose de l'album (avec Waterloo Sunset en dernière piste) et d'un DVD enregistré en direct aux Riverside Studios le 8 septembre reprenant dans l'ordre toutes les chansons de Reality.

## Musiciens
- David Bowie : chant, guitare, claviers, percussions, saxophone, stylophone, synthétiseur
- Earl Slick : guitare
- David Torn : guitare
- Gerry Leonard : guitare
- Carlos Alomar : guitare sur Fly
- Tony Visconti : basse, guitare, claviers, chœurs
- Mark Plati : basse, guitare
- Mike Garson : piano
- Sterling Campbell : batterie
- Matt Chamberlain : batterie sur Bring Me the Disco King et Fly
- Mario J. McNulty : batterie et percussions sur Fall Dog Bombs the Moon
- Gail Ann Dorsey : chœurs
- Catherine Russell : chœurs

## Classements
| Classement (2003)                  | Meilleure place |
| ---------------------------------- | --------------- |
| Irlande (IRMA)                     | 6               |
| Japon (Oricon)                     | 47              |
| Portugal (AFP)                     | 6               |
| Royaume-Uni (UK Albums Chart)      | 5               |
| États-Unis (Billboard 200)         | 29              |
| France (SNEP)                      | 2               |
| Suisse (Schweizer Hitparade)       | 3               |
| Autriche (Ö3 Austria Top 40)       | 3               |
| Pays-Bas (Mega Album Top 100)      | 14              |
| Belgique (Flandre Ultratop)        | 4               |
| Belgique (Wallonie Ultratop)       | 3               |
| Suède (Sverigetopplistan)          | 5               |
| Finlande (Suomen virallinen lista) | 8               |
| Norvège (VG-lista)                 | 2               |
| Danemark (Tracklisten)             | 1               |
| Italie (FIMI)                      | 4               |
| Portugal (AFP)                     | 6               |
| Australie (ARIA)                   | 13              |
| Nouvelle-Zélande (RIANZ)           | 14              |